# Roche de la Muzelle
La Roche de la Muzelle (3.465 m s.l.m.) è una montagna del Massiccio des Écrins nelle Alpi del Delfinato. Si trova nel dipartimento francese dell'Isère.
Si può salire sulla montagna partendo dal Refuge de la Muzelle (2.115 m) e salendo la cresta nord-est.